# Pacifistisch-Socialistische Partij '92
De Pacifistisch-Socialistische Partij '92 is een Nederlandse politieke partij. PSP'92 werd opgericht op 3 oktober 1992 te Amsterdam, als voortzetting van de PSP, door PSP-leden die tegenstander waren van een fusie met EVP, CPN en PPR tot GroenLinks.
PSP'92 ziet ieder oorlogsgeweld als misdaad en wijst dit in alle gevallen af. Pacifisme en socialisme zouden een gemeenschappelijke grondslag hebben: het eerbiedigen van mensenrechten. 'Noch in het kapitalisme, noch in de oorlogsvoering is dit (het eerbiedigen van mensenrechten) mogelijk'.
Het partijblad Socialistisch Initiatief (aanvankelijk "Socialisties Initiatief") verscheen (tot 2010) zesmaal per jaar. De partij geeft nu onregelmatig discussienotities en onderzoeken uit over diverse thema's.
Bekende leden van PSP'92 waren Fred van der Spek, Hans Wiebenga, Gerrit Gorter, Fries de Vries en Kees Koning. Ter nagedachtenis aan Koning wordt sinds 1998 iedere twee jaar de Kees Koning Vredesprijs uitgereikt aan personen of organisaties die ontwapening en geweldloosheid bevorderen en oorlogsvoorbereiding tegengaan.
Fred van der Spek verklaarde het marginale bestaan van de partij in Actieblad Ravage van 10 juni 2005 door te stellen dat:
Het einde van de Koude Oorlog is funest geweest voor het antimilitarisme. Veel mensen die in de jaren 80 een pacifistisch standpunt innamen, deden dit uit eigenbelang. Men was bang voor een confrontatie van het Westen met de Russen en bepleitte om die reden een totale ontwapening.
Eind 2013 is de PSP'92 "gereactiveerd" door een verzoek tot samenwerking van de Onafhankelijke Nijmeegse Partij. De PSP'92 was sindsdien onder meer pleitbezorger van regionale samenwerking. Na een aantal activiteiten en deelname aan verkiezingen in o.a. de gemeenten Nijmegen, de provincie Gelderland en het Waterschap Rivierenland werd het weer stil rondom de partij. Sinds 2015 is de website van de partij niet meer vernieuwd en komt het enige teken van leven van de partij van een Twitterprofiel.

## Verkiezingsuitslagen
| Jaar | Stemmen | %     | Zetels | Lijsttrekker |
| ---- | ------- | ----- | ------ | ------------ |
| 1994 | 7.385   | 0,08% | 0      | Jos Robroek  |

| Jaar | Stemmen | %     | Zetels | Misc.                                                    |
| ---- | ------- | ----- | ------ | -------------------------------------------------------- |
| 2014 | 6.796   | 0,14% | 0      | deelname als onderdeel van de lijst Ikkiesvooreerlijk.eu |

| Jaar | Provincie  | Stemmen | %    | Zetels |
| ---- | ---------- | ------- | ---- | ------ |
| 2015 | Gelderland | 2.348   | 0,3% | 0      |

| Jaar | Gemeente  | Stemmen | %     | Zetels | Misc.                                        |
| ---- | --------- | ------- | ----- | ------ | -------------------------------------------- |
| 2014 | Nijmegen  | 256     | 0,34% | 0      | samen met de Onafhankelijke Nijmeegse Partij |
| 2002 | Enkhuizen | 283     | 3,51% | 0      |                                              |
| 1998 | Enkhuizen | 143     | 1,77% | 0      |                                              |
| 1994 | Amsterdam | 1.133   | 0,37% | 0      |                                              |
| 1994 | Zaanstad  | 1.030   | 1,70% | 0      |                                              |
| 1994 | Sneek     | 397     | 2,79% | 0      |                                              |

| Jaar | Waterschap   | Stemmen | %    | Zetels |
| ---- | ------------ | ------- | ---- | ------ |
| 2015 | Rivierenland | 5.762   | 1,68 | 0      |